# Международный отель Лунси
Международный отель Лунси (Longxi International Hotel, 空中华西村) — сверхвысокий небоскрёб, расположенный в городском уезде Цзянъинь китайского города Уси (провинция Цзянсу). Построен в 2011 году в стиле модернизма и футуризма, на начало 2020 года являлся вторым по высоте зданием Уси, 48-м по высоте зданием Китая, 58-м — Азии и 94-м — мира. 
328-метровая башня пятизвёздочного отеля Longxi имеет 72 наземных и 2 подземных этажа, 35 лифтов, торговый центр, театр и спа-центр, в верхней части здания расположены бассейн, вращающийся ресторан и смотровая площадка в виде шара. Архитектором отеля выступила шведская фирма A&E Design, проект обошёлся в 470 млн долларов. Отелем управляет компания Huaxi Group, которой владеют несколько тысяч жителей местной деревни Хуаси. 